# Гойя (премия, 1988)
II церемония вручения премии «Гойя» (исп. II edición de los Premios Goya) — вручение ежегодной премии состоялась 22 марта 1988 года в мадридском Дворце конгрессов. Ведущий — Фернандо Рей.

## Номинации

### Главные премии
| Лучший фильм | Лучший режиссёр |
| --- | --- |
| - Живой лес / El bosque animado - Божественные слова / Divinas Palabras - Луте: Он передвигается или взрывается / El Lute: camina o revienta                                                              | - Хосе Луис Гарси — Экзамен сдан / Asignatura aprobada - Висенте Аранда — Луте: Он передвигается или взрывается / El Lute: camina o revienta - Бигас Луна — Боль                                              |
| Лучший актёр | Лучшая актриса |
| - Альфредо Ланда — Живой лес / El bosque animado - Иманоль Ариас — Луте: Он передвигается или взрывается / El Lute: camina o revienta - Хосе Мануэль Сервино — Война сумасшедших / La guerra de los locos | - Вероника Форке — Весёлая жизнь / La vida alegre - Виктория Абриль — Луте: Он передвигается или взрывается / El Lute: camina o revienta - Ирен Гутьеррес Каба — Дом Бернарды Альбы / La casa de Bernada Alba |
| Лучший актёр второго плана | Лучшая актриса второго плана |
| - Хуан Эчанове — Божественные слова / Divinas palabras - Агустин Гонсалес — Мавры и христиане / Moros y cristianos - Педро Руис — Мавры и христиане / Moros y cristianos                                  | - Вероника Форке — Мавры и христиане / Moros y cristianos - Мариса Паредес — Человек из шпината / Cara de acelga - Тереле Павес — Лаура / Laura, del cielo llega la noche                                     |
| Лучший оригинальный сценарий | Лучший иностранный фильм на испанском языке |
| - Живой лес / El bosque animado — Рафаэль Аскона - Война сумасшедших / La guerra de los locos — Маноло Матхи - Мавры и христиане / Moros y cristianos — Рафаэль Аскона и Луис Гарсия Берланга             | - Самое важное — это жить / Lo que importa es vivir • Мексика - Мужчина, смотрящий на юго-восток / Hombre mirando al sudeste • Аргентина - Преуспевающий человек / Un hombre de éxito • Куба                  |

### Другие номинации
| Лучшая операторская работа | Лучший монтаж |
| --- | --- |
| - Божественные слова / Divinas Palabras — Фернандо Аррибас - Живой лес / El bosque animado — Хавьер Агирресаробе - Русские / La Rusa — Ганс Бурман                                                                               | - Божественные слова / Divinas Palabras — Пабло Гонсалес дель Амо - Табачница из Вальекаса / La estanquera de Vallecas — Хулио Пенья - Мой генерал / Mi general — Хосе Луис Матесанс |
| Лучший продюсер | Лучшие спецэффекты |
| - Человек из шпината / Cara de acelga — Марисоль Карнисеро - Сданный экзамен / Asignatura aprobada — Марио Моралес - Полиция / Policía — Даниэль Вега                                                                            | - Боль / Angustia — Франсиско Терес - Покойся с миром / Descanse en piezas — Джон Коллинс - Четыре ветра / A los cuatro vientos — Хулиан Мартин                                      |
| Лучший звук | Лучшая музыка |
| - Божественные слова / Divinas Palabras — Мигель Анхель Поло и Энрике Молинеро - Живой лес / El bosque animado — Бернардо Менс и Энрике Молинеро - Безупречный грешник / El pecador impecable — Карлос Фаруоло и Энрике Молинеро | - Живой лес / El bosque animado — Хосе Ньето - Божественные слова / Divinas Palabras — Milladoiro - Гости / Los invitados — Рауль Альковер                                           |
| Лучшая работа художника | Лучшие костюмы |
| - Дом Бернарды Альбы / La casa de Bernada Alba — Рафаэль Пальмеро - Живой лес / El bosque animado — Феликс Мурсиа - — / La monja alférez — Эдуардо Торре де ла Фуэнте                                                            | - Живой лес / El bosque animado — Хавьер Артиньяно - Дом Бернарды Альбы / La casa de Bernada Alba — Пепе Рубико - Четыре ветра / A los cuatro vientos — Хавьер Артиньяно             |

## Премия «Гойя» за заслуги
- Рафаэла Апарисио